# Leo Gottwald

Aktie über 50 RM der Maschinen- und Kranbau AG vom 22. Dezember 1924

Die Leo Gottwald KG, vormals Maschinenindustrie Ernst Halbach und MUKAG, war ein Unternehmen, das Hebezeug herstellte.

## Firmengeschichte

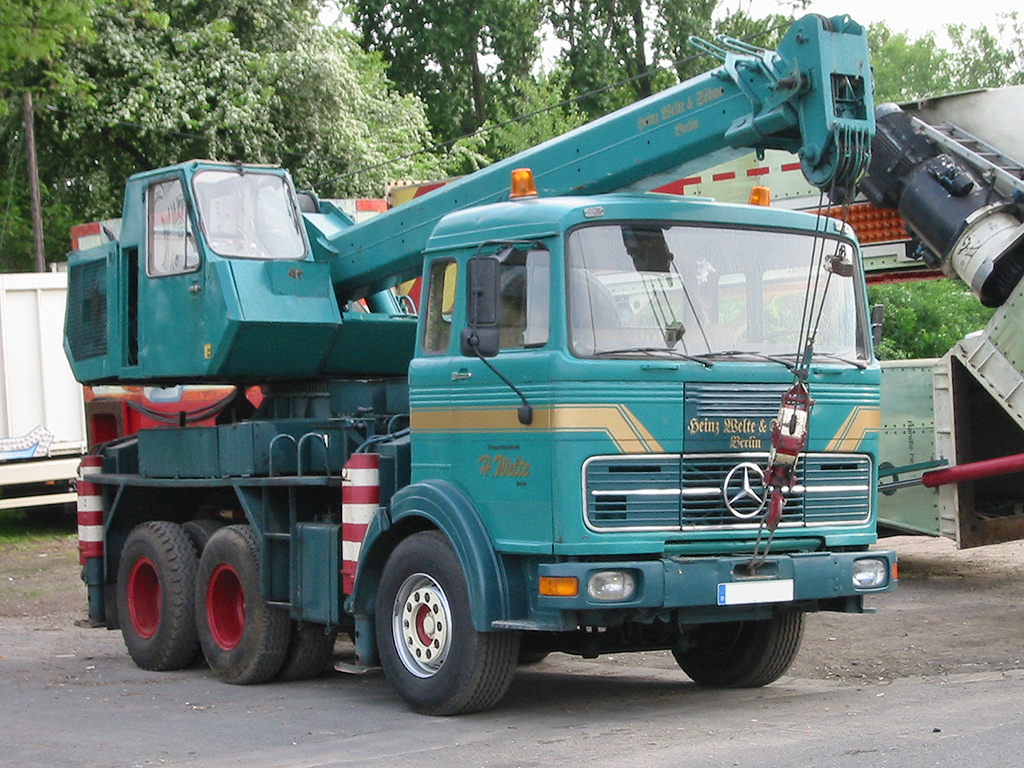
Gottwald-Aufbaukran AMK 35-A auf Mercedes-Benz-Fahrgestell (kubische Kabine schwer). Charakteristisch für Gottwald-Krane sind die im Ausleger sichtbaren Bohrungen, die zum Verspannen der Auslegerteile beim Schweißen dienten.

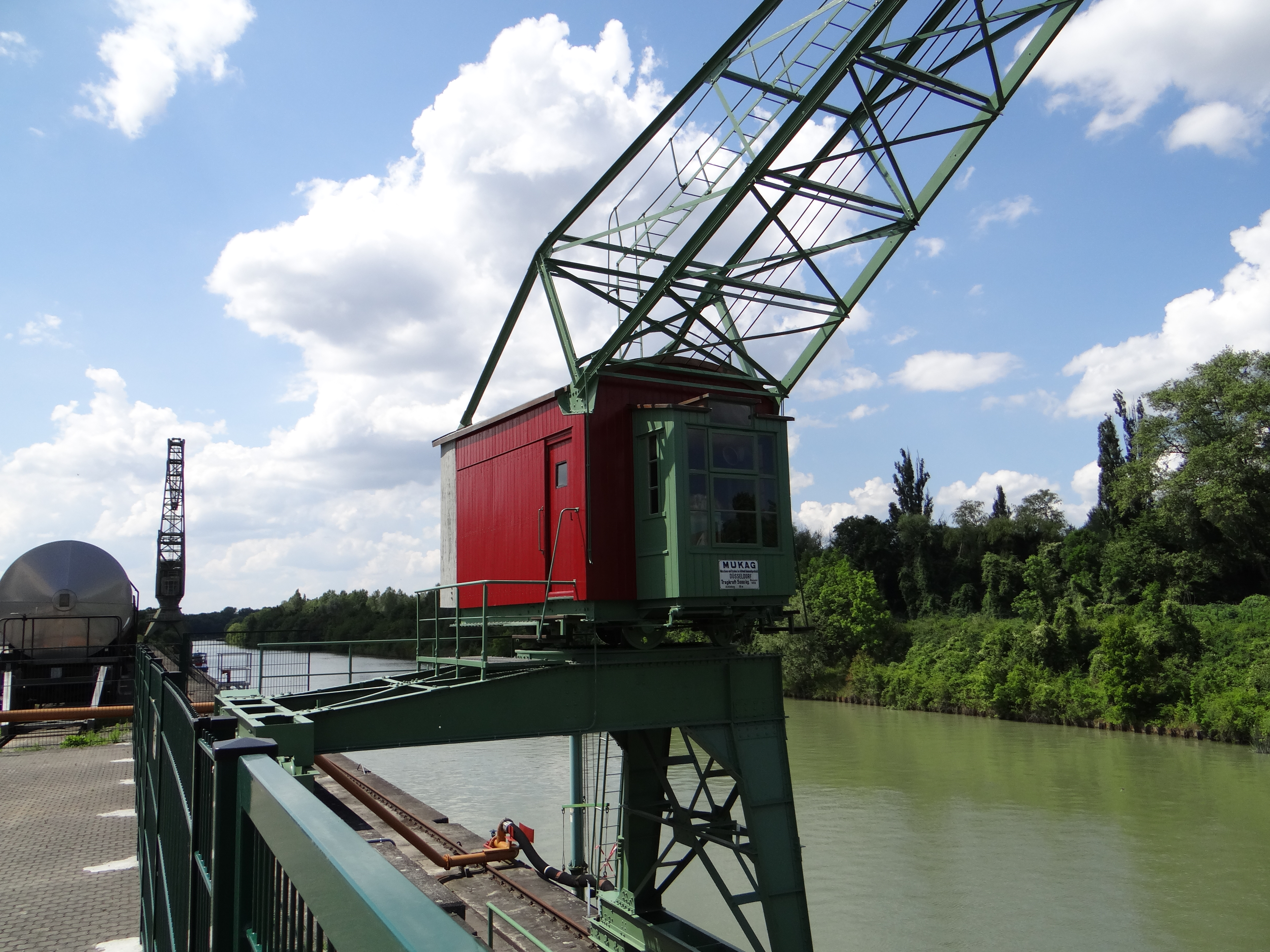
MUKAG-Hafenkran in Hannover-Misburg

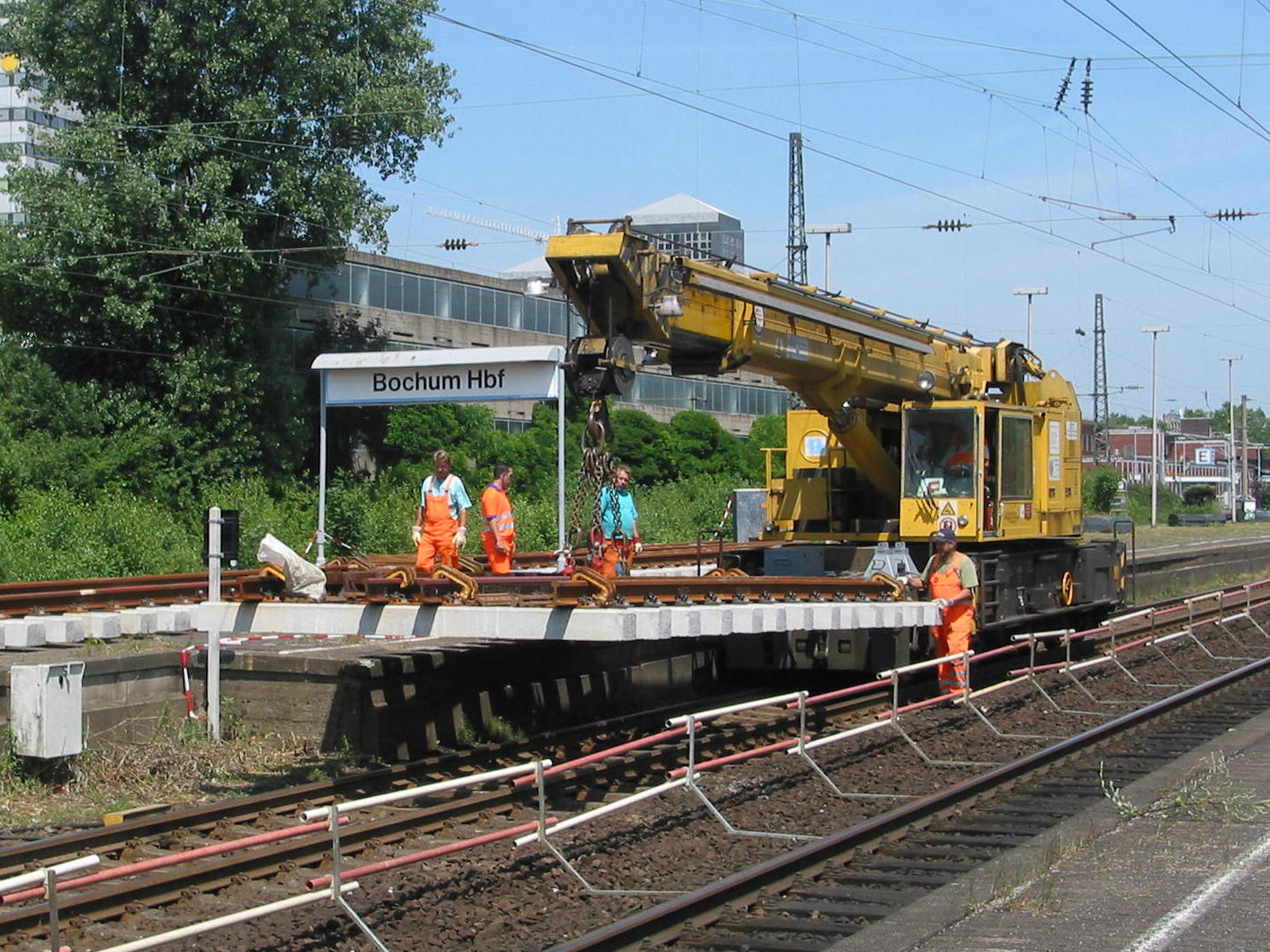
Schienenkran beim Weicheneinbau

Das Unternehmen wurde 1906 als Maschinenindustrie Ernst Halbach gegründet und spezialisierte sich von Anfang an auf den Kranbau. 1917 wurde es in Maschinen- und Kranbau AG – MUKAG umbenannt. 
Die Aktiengesellschaft betrieb Fabriken in Düsseldorf-Reisholz, Lintorf und Gößnitz (Thüringen). In Reisholz und Lintorf wurden elektrische Krane aller Arten und insbesondere Dampfkrane für das Bau- und Baggerwesen, Dampf-Rangierkrane sowie Dampframmen und Dampfwinden in Serienfertigung hergestellt. Die Krane wurden in Hüttenwerken, in Fabrikhallen, auf Verlade-Plätzen, auf Baustellen oder im Hafenbetrieb eingesetzt. Die für die Massengutverladung und für Baggerzwecke erforderlichen Greifer wurden auf Lager gehalten. In den Werken in Gößnitz werden Motorpflüge, Traktoren einschließlich der zu. gehörigen Verbrennungsmotoren für die Landwirtschaft hergestellt. Die Maschinen wurden ebenfalls in der Serienfertigung gebaut.
Das Unternehmen ging 1928 in den Besitz des Bankiers Leo Gottwald über. 1936 erfolgte die Umfirmierung in die Leo Gottwald KG gleichzeitig mit der Eingliederung der beiden Werke der Vereinigten Flanschenfabriken und Stanzwerke AG in Hattingen und Regis-Breitingen, deren Hauptaktionär vorher die Essener M. Stern AG gewesen war. 1976 stieg das Bankhaus Schliep & Co. als Kommanditist aus, und im Mai 1981 wurde das Werk Hattingen an die zur Bochumer Mineralölgesellschaft gehörende Mönninghoff GmbH verkauft.
1988 verlor die Leo Gottwald KG in Düsseldorf ihre Selbstständigkeit, als sie von der Mannesmann-Tochter DEMAG übernommen wurde. Nach der Übernahme von Mannesmann durch Vodafone wurde der Industriebereich Atecs durch ein Konsortium von Bosch und Siemens übernommen, die einzelnen Bereiche wurden passend einsortiert oder weitergereicht. 2002 wurde die Gottwald Port Technology GmbH gegründet, die 2014 auf die TEREX MHPS GmbH verschmolzen wurde, diese heißt seit 2017 Demag Cranes & Components GmbH und gehört seit 2023 zu Konecranes.

## Geschäftsbereiche
Gottwald Port Technology GmbH, beschäftigte sich zuletzt mit dem Bau von Hafenkranen bzw. Hafenportalkranen und automatischen Transportern (AGV = automatic guided vehicles). Die in Deutschland bekannteste Sparte, die Autokranproduktion, ging vollständig in der Krupp-Industrietechnik auf.
Am bekanntesten wurde das Unternehmen mit dem 1985 für die Riga Mainz gebauten Gottwald AMK 1000, dem ersten nominell 1000 Tonnen hebenden Teleskopautokran.